# (31244) 1998 DG11
1998 دي جي 11 (ويعرف أيضًا باسم (31244) 1998 دي جي 11 وفق تسمية الكوكب الصغير) (بالإنجليزية: 1998 DG11)‏ هو كويكب ضمن حزام الكويكبات؛ وترتيبه 31244 من حيث الاكتشاف.
اكتُشف هذا الجُرم الفلكي بواسطة Augusto Testa ‏ في 19 فبراير 1998.

## وصلات خارجية
- (31244) 1998 DG11 في قاعدة بيانات مختبر الدفع النفاث لأجرام النظام الشمسي الصغيرة

- الاكتشاف · مخطط المدار ·  العناصر المدارية · المعلمات المادية

- (31244) 1998 DG11 على موقع ويكي سكاي: DSS2, SDSS, GALEX, IRAS, Hydrogen α, X-Ray, Astrophoto, Sky Map, Articles and images